# Band of Spice
Band of Spice ist eine schwedische Rockband aus Värnamo, die im Jahr 2007 unter dem Namen Spice and the RJ Band gegründet wurde.

## Geschichte
Die Band wurde im Jahr 2006 unter dem Namen Spice and the RJ Band gegründet. Zentrale Figur der Band ist der Sänger und Gitarrist Christian „Spice“ Sjöstrand, der zuvor bei Spiritual Beggars aktiv war. Der Bandname setzte sich aus den Anfangsbuchstaben des Nachnamens des Schlagzeugers Bob Ruben (eigentlich Robert Hansson) und des Vornamens des Bassisten Johann zusammen. Hansson und Sjödstrand waren zudem auch zusammen bei Kayser und The Mushroom River Band aktiv. Johann war bei letzterer Band als Roadie aktiv gewesen. Der Auslöser für die Gründung war, dass Sjödstrand zuvor innerhalb von zwei Monaten 30 Lieder geschrieben hatte, wobei die Musik jedoch nicht zum Stil der bisherigen gepasst hatte, weshalb er sich im März/April 2006 für die Gründung von Spice and the RJ Band als Soloprojekt mit Ruben entschloss. Johann war im Mai/Juni hinzugestoßen. Im Jahr 2007 erschien über Scarlet Records das Album The Will. Kurze Zeit später wurde das Album bei Night of the Vinyl Dead als weiße Schallplatte mit einer Auflage von 300 Stück wiederveröffentlicht. Ebenfalls bei Scarlet Records erschien im Februar 2009 das zweite Album Shave Your Fear, ehe am 13. Juni ein Auftritt in Tyrolen auf dem Muskelrock Festival folgte. Etwas später benannte sich die Gruppe in Band of Spice um, da Anders Linusson als neuer Gitarrist zur Band kam. Im Oktober 2010 verließ Johann die Band, woraufhin Peter Lundstedt nach einem Auftritt in London im November 2010 zur Band kam. Zudem erschien das Album Feel Like Coming Home, das innerhalb von sieben Tagen aufgenommen worden war. 2015 erschien das Album Economic Dancers, das im Gegensatz zu den Vorgänger im bandeigenen Studio aufgenommen worden war. Als neues Mitglied is mittlerweile der Pianist und Organist Hulk in der Besetzung. Die Lieder hatte Sjöstrand vorherigen Zeitraum geschrieben, sodass er etwa 75 Lieder hatte, aus denen er 25 bis 35 Stückte gewählt hatte, die für das Album infrage gekommen wären.

## Stil
Laut dem Facebook-Profile werden in den Liedern Themen wie Alkoholkrankheit behandeln. Sjöstrand werde durch Blues, Soul und Hard Rock beeinflusst. Laut Sjöstrand auf scarletrecords.it ist Economic Dancers ein Konzeptalbum und handelt von Missbrauch, Hoffnung, Hoffnungslosigkeit, Schwäche und Stärke. Markus Jakob von metalnews.de befand, dass die Band unter anderem eine Mischung aus Retro Rock, Psychodelic Rock und Stoner Rock spielt. Im Interview mit ihm gab Sjöstrand an, dass er zur Anfangszeit der Bandgründung vor allem durch John Frusciante beeinflusst wurde, insbesondere der Alben aus dem Jahr 2004. Die Lieder der Band würde alle von ihm geschrieben werden. Über das Album The Will äußerte er sich wie folgt: „"The Will" symbolisiert den Willen, etwas mit seinem Traum anzufangen. Ihn zu packen, ihn zu leben. Die Texte drehen sich im Prinzip um die selben Dinge, über die ich immer schreibe. Lügen, Fakes, Zweifel, Hoffnung, Träume, Betrug und hinterfotzige Mütter. Mein persönlicher Kampf mit dem Leben. Sein... oder nicht sein...“.
Janne Stark schrieb in The Heaviest Encyclopedia of Swedish Hard Rock and Heavy Metal Ever!, dass die Band, als sie noch die Namen Spice and the RJ Band trug, Stoner-Rock-Riffs benutzte, die an Spiritual Beggars erinnern. Unter neuem Namen spiele die Gruppe Retro-orientierten Hard Rock mit Pop-artige Melodien und Rock-’n’-Roll-Attitüde. Die Musik klinge wie eine fehlende Verbindung zwischen The Mushroom River Band und The Hellacopters.
Im Interview mit Detlef Dengler vom Metal Hammer gab Sjöstrand an, dass The Will das erste Album seit der ersten Spiritual-Beggars-Veröffentlichung ist, auf dem er die E-Gitarre spielt. Für das Album hätten John Frusciante, eine Dokumentation über Bob Dylan und ein Live-Auftritt von The White Stripes als Inspiration gedient. Die Texte, die er schreibe, würden von  Lügen, Zweifeln, Hoffnung, Frustration und seinem persönlichen Kampf mit seinem Leben handeln. Eine Ausgabe zuvor hatte Dengler das Album rezensiert und bemerkte, dass die Gruppe hierauf sich sehr stark wie Spiritual Beggars anhöre. Allerdings sei The Will „eingängiger, noch griffiger und konsequenter“. Dengler hob vor allem den markanten und einprägsamen Gesang heraus. Das Album biete zeitlosen Hard Rock. In einer späteren Ausgabe besprach Dengler ebenfalls das Album Shave Your Fear und hörte Einflüsse von Led Zeppelin, Thin Lizzy, Kyuss, Black Sabbath und Lynyrd Skynyrd heraus. Das Album lebe wie der Vorgänger neben dem markanten und eingängigen Gesang „von ehrlichen Emotionen, einer unbekümmerten Kompromisslosigkeit, perfektem handwerklichen Zusammenspiel, Bären-Grooves und Seele“. Thorsten Zahn stellte fest, dass Feel Like Coming Home traditionsbewusster und optimistischer als die Vorgängeralben klingt. Mit dem „treibenden, klangtechnisch zeitgemäßen Sound“ vermische sich klassischer Rock der 1970er Jahre. Auf dem Album gebe es nicht nur wie gewohnt pumpende Grooves, sondern auch ruhigere und atmosphärisch dichte Momente.
Jan Jaedike vom Rock Hard bezeichnete die Musiker als „Vintage Rocker“, die eine Mischung aus Tom Petty, Boston, Elvis Presley und Bruce Springsteen kreieren. Im Interview mit Jaedike gab Sjöstrand an, dass er für Economic Dancers viel Rockmusik der späten 1970er und frühen 1980er Jahre gehört hat und gab dabei Känstler wie Tom Petty, Boston und Thin Lizzy an. Zudem habe er versucht auf dem Album kompakter, weicher und kommerzieller zu klingen. Bei Band of Spice lege er zudem mehr Wert auf Melodien als auf Riffs. Auf dem Album würden sieben der acht Lieder (bis auf The Joe) von ihm handeln. Eine Ausgabe zuvor hatte Michael Rensen das Album rezensiert. Hierauf spiele die Band Classic Rock, der „harte, feist bratende Stoner-Riffs mit Spätsiebziger-Hardrock-Grooves, 'ner ordentlich dröhnenden Portion Orgelrock und Spices gewohnt einnehmenden Gesang“ kombiniere. Das Lied On the Run erinnere an Dropkick Murphys und Social Distortion.

## Diskografie
als Spice and the RJ Band
- The Will (Album, 2007, Scarlet Records)
- Shave Your Fear (Album, 2009, Scarlet Records)

als Band of Spice
- Feel Like Coming Home (Album, 2010, Cargo Records)
- Economic Dancers (Album, 2015, Scarlet Records)